# Dame Diop
Dame Diop est un footballeur international sénégalais né le 15 février 1993 à Louga.

## Biographie
International olympique et milieu de terrain du FC Khimki, il est prêté au Shirak Giumri, club de 1re division arménienne, avec lequel il remporte la Coupe d'Arménie en 2012.
Il remporte la Coupe du Sénégal en 2010 ainsi que le Championnat du Sénégal de Ligue 2 en 2010.
Il est désigné meilleur joueur de la Ligue 2 par la Ligue sénégalaise de football professionnel.
Avec l'équipe du Sénégal des moins de 23 ans, il participe à la Coupe d'Afrique des nations des moins de 23 ans en 2011. Lors de cette compétition organisée au Maroc, il joue trois matchs. Le Sénégal se classe quatrième du tournoi, en étant battu par l'Égypte lors de la "petite finale".
Le 31 mai 2014, il reçoit sa seule et unique sélection en équipe du Sénégal, lors d'une rencontre amicale face à la Colombie (score : 2-2).

## Palmarès
- Championnat d'Arménie :
  - Champion : 2012-13.
- Coupe d'Arménie :
  - Vainqueur : 2012
- Supercoupe d'Arménie :
  - Vainqueur : 2013
- Coupe de Tchéquie
  - Vainqueur : 2017
- Champion de Turquie de 1. Lig en 2019-2020